# Forshaga község
Forshaga község (svédül: Forshaga kommun) Svédország 290 községének egyike. 
A mai község 1971-ben jött létre.

## Települései
A községben 9 település található:
| Település       | Népesség | Megjegyzés         |
| --------------- | -------- | ------------------ |
| Forshaga        |          | a község székhelye |
| Deje            |          |                    |
| Tjärnheden      |          |                    |
| Dyvelsten       |          |                    |
| Mölnbacka       |          |                    |
| Olsäter         |          |                    |
| Tången-Rudshult |          |                    |
| Visterud        |          |                    |
| Östra Deje      |          |                    |

### Külső hivatkozások
- Hivatalos honlap